# Bugulma
Bugulma je město v Rusku, založené v roce 1739. Status města obdržela v roce 1781. Od roku 1930 je administrativním centrem Bugulminského kraje v republice Tatarstán. Leží na řece Zaj na úpatí Bugulsko-Šugurské náhorní plošiny. Město je průmyslově různorodé. Je kulturním a vědeckým střediskem Tatarstánu.
V Bugulmě žil v roce 1918 dva a půl měsíce Jaroslav Hašek a vykonával funkci rudého komandanta města.
Bugulma (Tat. Bөhelmә) je město v Tatarské republice Ruské federace. Administrativní centrum okresu Bugulma. Město Bugulma se statutem městského sídliště tvoří ve svém složení jedinou obec. Je to jedno z center polycentrické aglomerace Jižní Tatarstán.
Je průmyslovým, kulturním a vědeckým centrem republiky, součástí územně-výrobního komplexu jihovýchodní hospodářské zóny.

## Etymologie
Název je z hydronymie řeky Bugulma. Hydronymum pochází z tatarského slova „behelme“ - „gyrus, bend, bend“